# Trafikdengsen
Trafikdengsen er en tv-serie på ca. 7 minutter for lidt større børn med Ole Thestrup som vært, den blev vist på DR i 2001 og siden Ramasjang.
Trafikdengsen handler om nogle skolebørn som sætter deres cykel på spil, for hvis de kører ordentlig i trafikken i tre uger, vinder de en ny cykel. Undervejs i udsendelsen overvåger Trafikdengsen dem med f.eks. ved at sætte fælder op, som at spærre vejen med forskelige genstande for at få dem til at lave fejl. 
For hvis de laver så meget som en enkelt lille fejl, så smadrer Trafikdengsen deres cykel.
Trafikdengsen er lavet i samarbejde mellem DR og Transportministeriet.